# Atrichopogon raripilipennis
Atrichopogon raripilipennis är en tvåvingeart som beskrevs av Tokunaga och Murachi 1959. Atrichopogon raripilipennis ingår i släktet Atrichopogon och familjen svidknott. Inga underarter finns listade i Catalogue of Life.